# Alonsotegi
Alonsotegi és un municipi de Biscaia, a la comarca de Gran Bilbao. Entre 1888 i 1991 el municipi estigué annexionat a Barakaldo.

## Eleccions municipals de 2007
Sis partits van presentar llista a aquest municipi; EAJ-PNB, EA, PSE-EE, PP, EB-ARALAR, i un partit independent cridat Alonsotegiko Ezkerra. Els resultats van ser els següents: 
- Eusko Alderdi Jeltzalea - Partit Nacionalista Basc : 724 vots (6 escons)
- Partit Socialista d'Euskadi - Euskadiko Ezkerra : 221 (2 escons)
- Eusko Alkartasuna : 219 (2 escons)
- Alonsotegiko Ezkerra : 218 vots (1 escons)
- Partit Popular : 70 vots (0 escons)
- Ezker batua - Aralar : 38 vots (0 escons)

Això va donar com guanyador a l'actual alcalde de la localitat, Gabino Martinez de Arenaza, per part de EAJ-PNB. Socialistes i EA van assolir 2 escons, mentre que el grup independent per Alonsotegi va assolir un sol. Populars i EB-ARALAR van quedar sense cap representació. Destacar l'enorme suport a la candidatura il·legalitzada de l'esquerra abertzale EAE-ANV, ja que el vot nul va anar de 249 vots, superant a totes les candidatures excepte la de EAJ-PNB.

## Personatges il·lustres
- Fray Martín de Coscojales, frare
- Fra Miguel de Alonsótegui o José Zabala y Miranda, frare
- Iñigo Urkullu (1961-), polític
- Andoni Goikoetxea (1956-), ex-futbolista i entrenador de futbol.